# CS-270
De CS-270 (Carretera Secundaria 270) is een secundaire weg in Andorra. De weg verbindt Incles met Vall d'Incles en loopt daarbij parallel aan de rivier Riu d'Incles. De weg is ongeveer vier kilometer lang.